# Petralia Soprana
Petralia Soprana (sicilià Pitralìa Suprana) és un municipi italià, dins de la ciutat metropolitana de Palerm. L'any 2007 tenia 3.685 habitants. Limita amb els municipis d'Alimena, Blufi, Bompietro, Gangi, Geraci Siculo i Petralia Sottana.

## Administració
| Període | Identitat        | Partit |
| ------- | ---------------- | ------ |
| 2007-   | Antonino Miranti | UDCC   |

## Galeria d'imatges

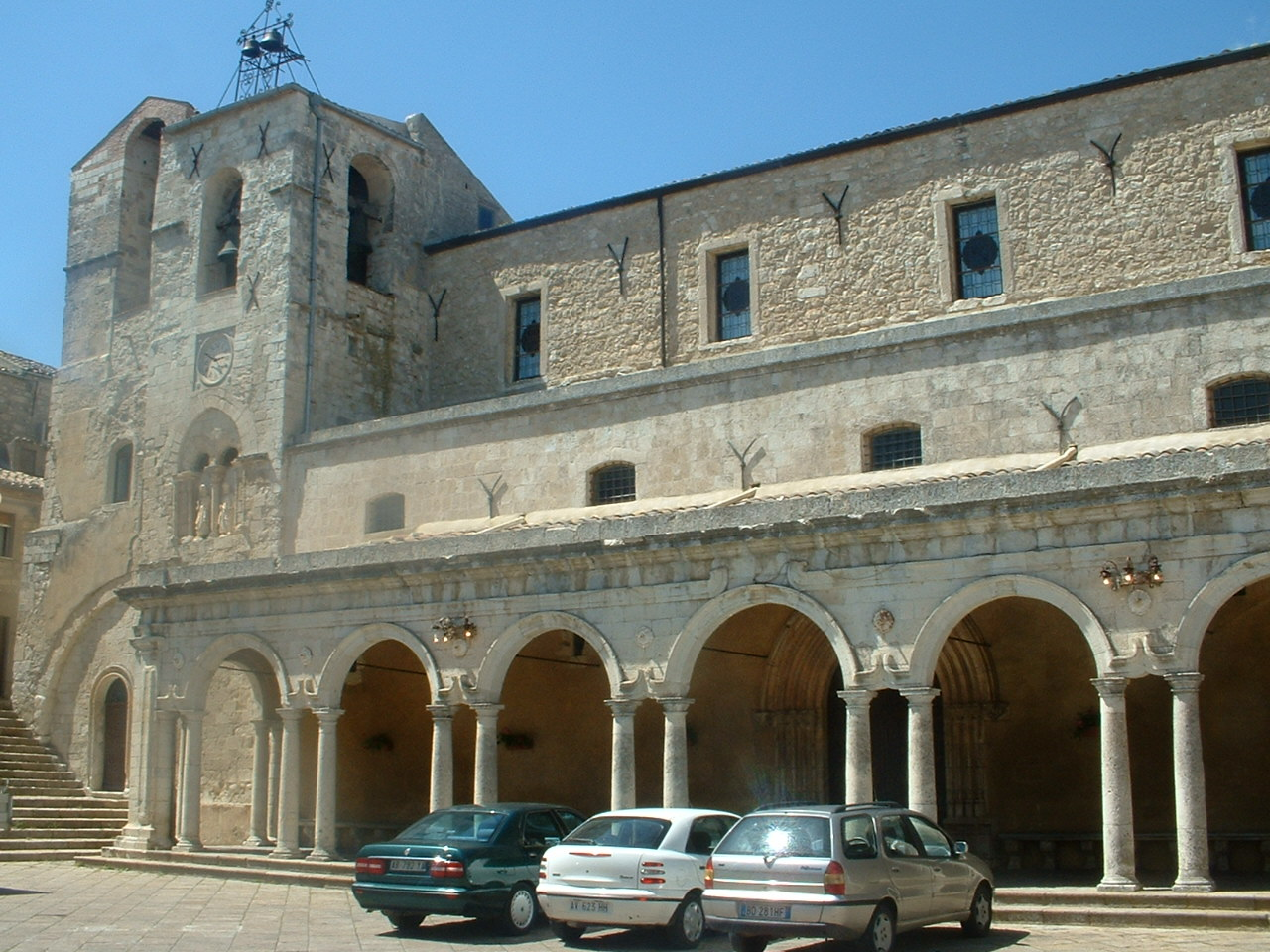
Església de San Pietro e Paolo.
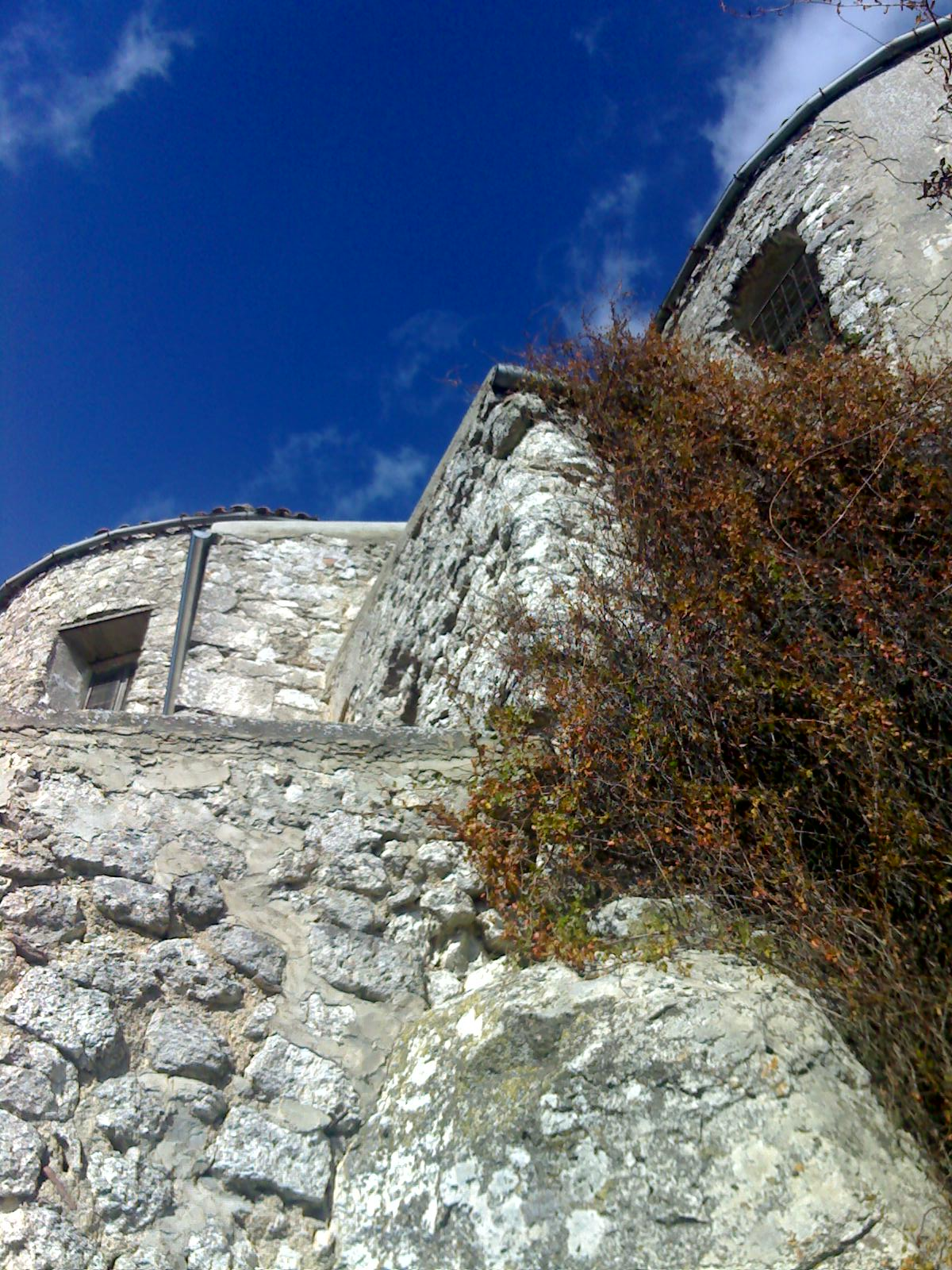
Església de la Madonna di Loreto.
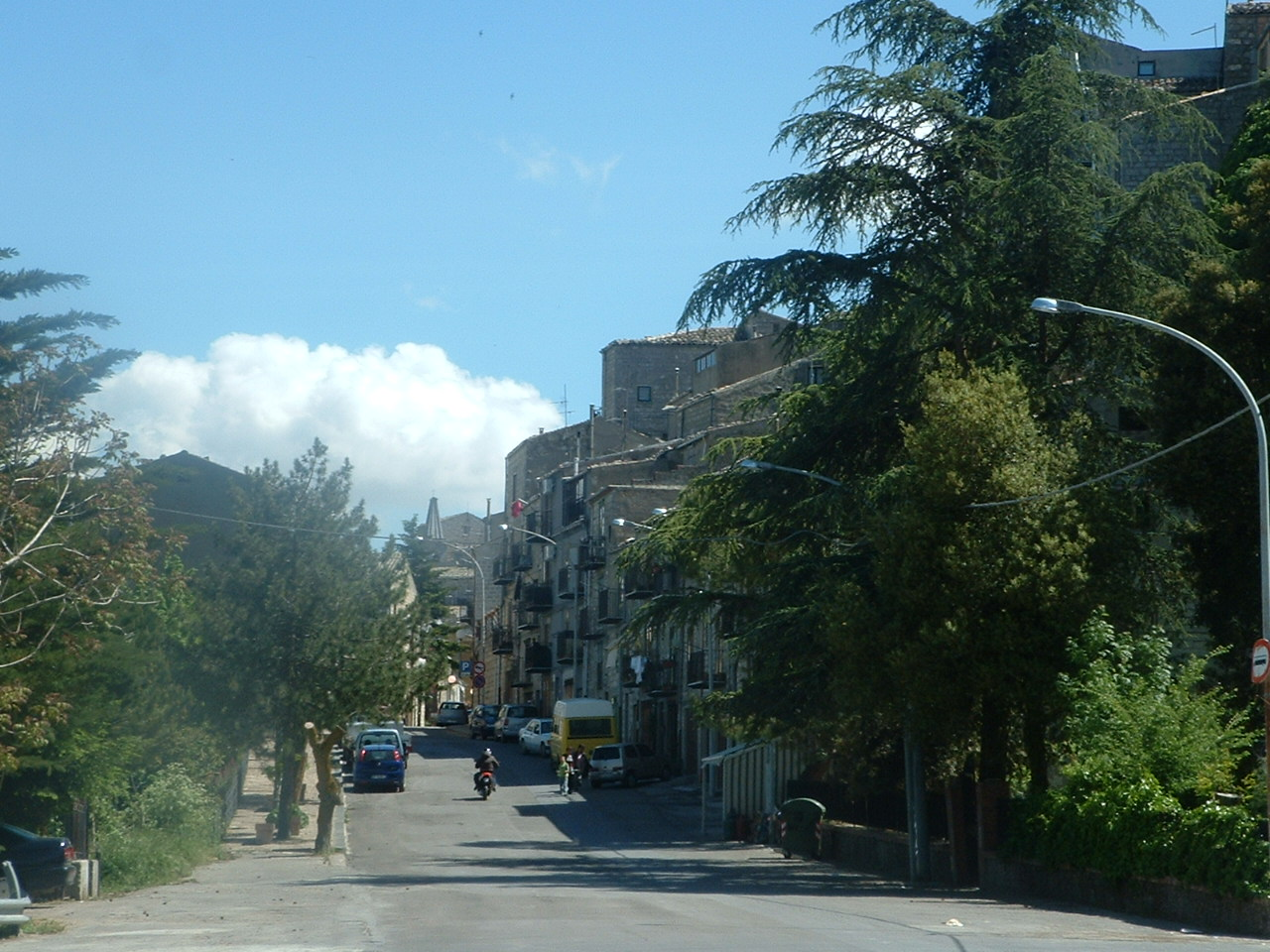
Escorç